# Innervisions
Innervisions er det sekstende studiealbum af den amerikanske musiker Stevie Wonder. Albummet blev udgivet den 3. august 1973 igennem pladeselskabet Motown.
Albummet vandt en Grammy for årets album, hvilke var Wonders første årets album pris i hans karriere. Rolling Stone rangerede albummet som nummer 34 på deres liste over de 500 bedste album nogensinde fra 2020.

## Spor
Alle sange skrevet og komponeret af Stevie Wonder. 
| 1. | "Too High"            | 4:36 |
| 2. | "Visions"             | 5:23 |
| 3. | "Living for the City" | 7:22 |
| 4. | "Golden Lady"         | 4:48 |

| Side 2 | Side 2                          | Side 2 | Side 2 | Side 2 | Side 2 | Side 2 | Side 2 | Side 2 | Side 2 |
| #      | Titel                           | Længde |        |        |        |        |        |        |        |
| ------ | ------------------------------- | ------ | ------ | ------ | ------ | ------ | ------ | ------ | ------ |
| 1.     | "Higher Ground"                 | 3:42   |        |        |        |        |        |        |        |
| 2.     | "Jesus Children of America"     | 4:10   |        |        |        |        |        |        |        |
| 3.     | "All in Love Is Fair"           | 3:41   |        |        |        |        |        |        |        |
| 4.     | "Don't You Worry 'Bout a Thing" | 4:44   |        |        |        |        |        |        |        |
| 5.     | "He's Misstra Know-It-All"      | 5:35   |        |        |        |        |        |        |        |
| 44:15  |                                 |        |        |        |        |        |        |        |        |